# Belo Polje (Gornji Milanovac)
Belo Polje (em cirílico: Бело Поље) é uma vila da Sérvia localizada no município de Gornji Milanovac, pertencente ao distrito de Moravica, na região de Šumadija. A sua população era de 229 habitantes segundo o censo de 2011.

## Demografia
| 1948 | 1953 | 1961 | 1971 | 1981 | 1991 | 2002 | 2011 |
| ---- | ---- | ---- | ---- | ---- | ---- | ---- | ---- |
| 484  | 449  | 415  | 368  | 351  | 314  | 256  | 229  |